# Joanna Vanderham
Joanna Vanderham, född 1992 i Perth, är en skotsk skådespelerska. I Sverige är hon mest känd för sin roll som Denise Lovett i brittiska TV-serien The Paradise.

## Filmografi i urval
- 2011 – The Runaway
- 2011 – Young James Herriot
- 2012 – What Maisie Knew
- 2012–2013 – The Paradise (TV-serie)
- 2013 – Blackwood
- 2013 – Dancing on the Edge
- 2015 – Banished
- 2022 – The Control Room (TV-serie)